# Moyos
Moyos es una localidad del estado mexicano de Chiapas. Es parte del municipio de Sabanilla.

## Demografía
| Gráfica de evolución demográfica |
|                                  |

| Censo | Población |
| ----- | --------- |
| 1900  | 423       |
| 1910  | 120       |
| 1921  | 700       |
| 1930  | 628       |
| 1940  | 713       |
| 1950  | 746       |
| 1960  | 980       |
| 1970  | 1 276     |
| 1980  | 1 222     |
| 1990  | 1 545     |
| 2000  | 1 946     |
| 2010  | 1 945     |
| 2020  | 2 100     |